# Puente terrestre euroasiático

Imagen que muestra el tiempo que se necesita para transportar mercancía por vía marítima (36 días) desde el este de China hasta Europa, por los 16 días que se emplearían en el transporte ferroviario con la Nueva Ruta de la Seda.

El Puente Terrestre Euroasiático (en ruso: Евразийский сухопутный мост, Yevraziyskiy sukhoputniy most), a veces llamado Nueva Ruta de la Seda (en ruso: Новый шёлковый путь, Novy shiólkovy put) es la ruta de transporte ferroviario para el movimiento de tren de mercancías y tren de pasajeros por tierra entre los puertos del Pacífico, en el Lejano Oriente ruso y chino y los puertos marítimos en Europa. 
La ruta, un ferrocarril transcontinental y puente terrestre, actualmente comprende el ferrocarril Transiberiano, que se extiende a través de Rusia, y el nuevo puente de tierra de Eurasia o segundo puente continental de Eurasia, que discurre a través de China y Kazajistán, también se van a construir carreteras entre las ciudades de la ruta. A partir de noviembre de 2007, aproximadamente el 1% de los 600 millones de dólares en bienes enviados desde Asia a Europa cada año se entregaron por vías de transporte terrestre.
Terminado en 1916, el tren Transiberiano conecta Moscú con el lejano puerto de Vladivostok en el océano Pacífico, el más largo del mundo en el Lejano Oriente e importante puerto del Pacífico. Desde la década de 1960 hasta principios de 1990, el ferrocarril sirvió como el principal puente terrestre entre Asia y Europa, hasta que varios factores hicieron que el uso de la vía férrea transcontinental para el transporte de carga disminuyese. 
Un factor es que los ferrocarriles de la Unión Soviética utilizan un ancho de vía más ancho en los rieles que la mayor parte del resto de Europa y China, y el transporte en barcos de carga por el canal de Suez en Egipto, construido por Francia. El sistema ferroviario de China se une al Transiberiano en el noreste de China y Mongolia. En 1990, China añadió un enlace entre su sistema ferroviario y el Transiberiano a través de Kazajistán. China denomina a su enlace ferroviario ininterrumpido entre la ciudad portuaria de Lianyungang y Kazajistán como el «Puente terrestre de Nueva Eurasia» o «Segundo puente continental Euroasiático». Además de Kazajistán, los ferrocarriles conectan con otros países de Asia Central y Oriente Medio, incluyendo a Irán. Con la finalización en octubre de 2013 de la línea ferroviaria a través del Bósforo en el marco del proyecto Marmaray el puente de tierra de Nueva Eurasia conecta ahora teóricamente a Europa a través de Asia Central y del Sur.
La propuesta de ampliación del Puente Terrestre Euroasiático incluye la construcción de un ferrocarril a través de Kazajistán con el mismo ancho de vía que los ferrocarriles chinos, enlaces ferroviarios a la India, Birmania, Tailandia, Malasia y otros países del sudeste asiático, la construcción de un túnel ferroviario y un puente de carretera a través del estrecho de Bering para conectar el Transiberiano al sistema ferroviario de América del Norte, y la construcción de un túnel ferroviario entre Corea del Sur y Japón. Las Naciones Unidas ha propuesto una mayor expansión del Puente Terrestre Euroasiático, incluyendo el proyecto del ferrocarril transasiático.

## Historia

Las diferentes rutas de la Ruta de la Seda en el siglo.

El tráfico comercial entre Europa y Asia se llevó a cabo a lo largo de la Ruta de la Seda desde al menos dos milenios antes de Cristo. La Ruta de la Seda no era una vía específica, sino una ruta general utilizado por los comerciantes para viajar, en gran parte por tierra, entre los dos continentes a lo largo de las estepas euroasiáticas a través de Asia Central. La ruta de 8 000 km de largo fue utilizado para el intercambio de bienes, ideas y personas, principalmente entre China e India y el mar Mediterráneo y ayudó a crear un sistema único en el mundo del comercio entre las civilizaciones de Europa y Asia.
Las exportaciones de Asia transportadas a lo largo de la Ruta de la Seda incluyen telas, alfombras, pieles, armas, utensilios, metales, productos agrícolas, ganado y esclavos. Las civilizaciones más activas en el comercio durante la historia de la carretera eran la Escitia, la Antigua Grecia, el Imperio bizantino, las dinastías chinas Han y Tang, el Imperio parto, Rouran, Sogdiana, los Köktürks, Xiongnu, Yuezhi y el Imperio mongol.
A partir del siglo V d. C., se desarrollaron nuevas vías de comunicación terrestre entre Asia y Europa más al norte, en Rutenia. Muchas de estas rutas pasaron por Yugra y se extendió a la región del Báltico. Los jázaros, la Bulgaria del Volga y el Jaganato de Rus' eran muy activos en el comercio a lo largo de las rutas comerciales del norte.
El tráfico a lo largo de las rutas del sur de la Ruta de la Seda disminuyó en gran medida con la caída de Constantinopla en el siglo XV y el desarrollo de la ruta marítima a través del Cabo de Buena Esperanza en el siglo XVI. En el siglo XVIII, la influencia europea en el comercio y las nuevas fronteras nacionales restringió severamente el movimiento de los comerciantes a lo largo de todas las rutas terrestres entre Europa y China, y el comercio terrestre entre Asia Oriental y Europa prácticamente desapareció.

## Transiberiano
El ferrocarril Transiberiano, y sus diversas ramas asociadas y líneas de apoyo, fue terminado en 1916 y estableció la primera conexión ferroviaria entre Europa y Asia, desde Moscú a Vladivostok. La línea, de 9 200 kilómetros, es la línea de ferrocarril más larga del mundo.

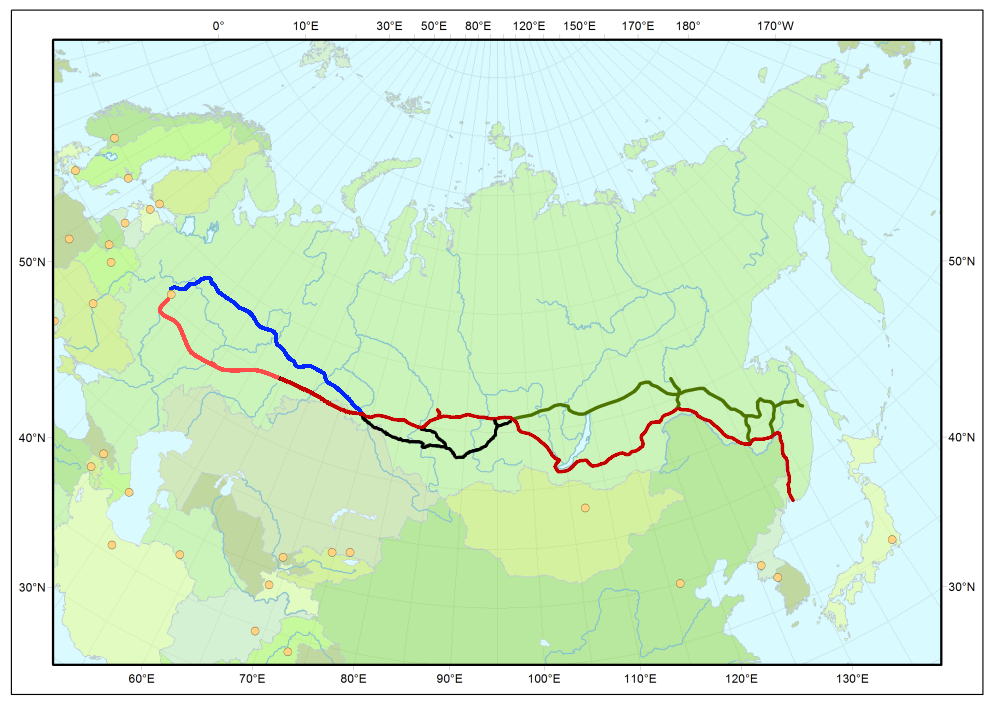
En rojo, la histórica línea del Transiberiano. En verde, la línea Baikal Amur. En azul, el tramo Moscú-Omsk y, en negro, la rama siberiana entre Omsk y Taishet.

El Transiberiano conecta los puertos del Pacífico rusos de Vladivostok y Najodka con Moscú. Las conexiones de tren en Moscú permiten a los pasajeros y la carga conectarse a las líneas de tren que se extienden más hacia el oeste en Europa. Al hacer trasbordos adicionales, los pasajeros y la carga con el tiempo puede llegar a los puertos marítimos de Europa occidental. El Transiberiano conecta también con Corea del Norte (por ejemplo, a través de Dandong en el noreste de China, o directamente en Jasán al sur de Vladivostok).
Esta línea ferroviaria, totalmente electrificada y de doble sentido, es capaz de transportar alrededor de 100 millones de toneladas de carga al año. La línea puede manejar hasta 200 000 TEU de carga de tránsito internacional de contenedores por año.
La ruta este-oeste más hacia el norte a través de Siberia, paralela a la línea del Transiberiano y conocido como el ferrocarril Baikal-Amur se completó, en su mayoría, en 1989. Su término es los puertos del Pacífico de Vánino y Soviétskaya Gavan. A pesar de que esta línea es relativamente poco utilizada (alrededor de 6 millones de toneladas de carga al año), la dirección espera que la línea pueda ser utilizado plenamente en el futuro previsible para la exportación de petróleo y mineral de cobre, y tiene planes para hacer sus vías de doble sentido.
Mientras que el Transiberiano siempre ha sido utilizado por los gobiernos ya sea Rusia zarista, soviético y de la actual Federación rusa para proyectar el poder político en sus territorios de Asia, en la década de 1960 fue abierto por la Unión Soviética como una ruta de comercio internacional que conecta el Pacífico occidental con Europa. Los envíos de carga en el Transiberiano, sin embargo, experimentaron problemas crecientes en el tiempo con las infraestructuras ferroviarias en mal estado, el robo y daño de mercancías, trenes atrasados, honorarios de la carga inflados, programación incierta para el retorno de los contenedores y las tensiones geopolíticas. Como resultado, el uso del ferrocarril para el comercio internacional se redujo a casi cero en la década de 1990.
De acuerdo con la Universidad de Hofstra, a partir de 2001 se produjo un renovado interés en el uso del Transiberiano como una ruta a través de Asia a Europa. Una ventaja de la ruta del Transiberiano sobre la ruta ferroviaria entre China y Asia central es que los trenes deben cambiar los bojes sólo una vez, en las fronteras de la antigua Unión Soviética. Además, el Transiberiano conecta con los ferrocarriles del puerto libre de hielo durante todo el año de Narvik en Noruega, a través de Finlandia y Suecia. En Narvik, la carga puede ser transbordada a los barcos que cruzan el Atlántico a América del Norte. El tiempo total de tránsito entre Vladivostok y Nueva York utilizando esta ruta es de 10 días. Los enlaces ferroviarios de Rusia también conectan con Róterdam, pero puede encontrarse con una mayor congestión a lo largo de esta ruta con los retrasos resultantes. La ruta comercial entre la costa este de América del Norte y el este de Rusia con el Transiberiano es denominado Northern East West Freight Corridor (en castellano, «pasillo septentrional de mercancías de este a oeste»).
En un esfuerzo por atraer el uso del Transiberiano para el transporte de mercancías procedentes de Japón, China y Corea del Sur a Europa, a mediados de la década de 1990 Rusia redujo los aranceles sobre mercancías utilizando el ferrocarril. Como resultado, el volumen de carga sobre la línea de ferrocarril se duplicó en 1999 y 2000.
En febrero y marzo de 2011, el Ministerio de Tierra, Infraestructura, Transporte y Turismo de Japón patrocinó una prueba de la ruta mediante el envío de tejas a Europa a través del Transiberiano. Los materiales fueron transportados por barco desde Hamada, Shimane, a Vladivostok, a continuación, por el ferrocarril de Moscú.
En 2011, un servicio ferroviario de contenedores directo comenzó a llevar piezas de coche 11 000 kilómetros desde Leipzig a Shenyang, en el interior de China, a través de Siberia en 23 días, todos los días. En 2013 salió un contenedor directo y de servicio ferroviario de carga general de 10.000 km desde Łódź, Polonia, a Chengdu, a través de Siberia en 14 días, tres días a la semana.
Según estadísticas rusas, la cantidad de envíos de contenedores internacionales que transitan anualmente a través de Rusia por el Transiberiano ha crecido en un factor de 7 entre 2009 y 2014, llegando a las 131 000 TEU (55 000 contenedores físicos) en 2014.
Los Ferrocarriles Bielorrusos informaron de estadísticas similares: en 2014, el volumen de tráfico de contenedores directo de China a Europa Occidental cruzando Bielorrusia ascendió a 40 600 TEU, en 25 rutas de trenes de contenedores directos. Esto constituía más del 20% de todo el volumen de Bielorrusia de transporte ferroviario de contenedores de ese año, 193 100 TEU. Aunque importante, y cada vez mayor, esto sigue siendo mucho menor que el 0,1% del número de contenedores que viajan a través de los puertos marítimos de China (unos 170 millones de TEU).

## China y el puente terrestre

### Conexiones directas entre Rusia y China
La ruta original Moscú-Vladivostok, terminado en 1904, cruza las provincias del noreste de China, o Manchuria; la sección de la vía férrea que se encuentra dentro de China era conocido como el ferrocarril Transmanchuriano. Mientras que la ruta del Transiberiano más al norte, que se encuentra en su totalidad en suelo ruso, se completó en 1916, la antigua ruta del ferrocarril Transmanchuriano continúa como un conector importante entre las redes ferroviarias de los dos países.

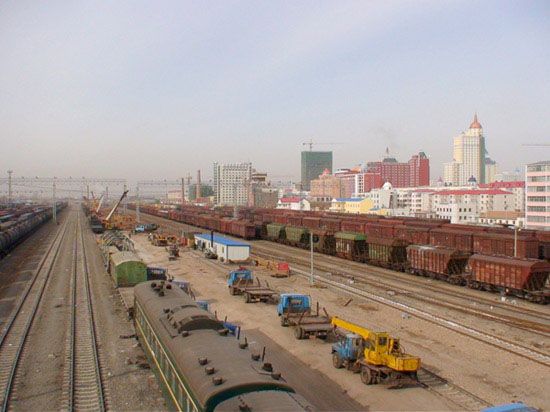
Manzhouli, la estación ferroviaria china más antigua y activa de la frontera con Rusia.

El punto de la frontera occidental (Zabaikalsk/Manzhouli) y la línea de conexión a la línea principal del Transiberiano, ha sido mejorada con el objetivo de permitir que el ferrocarril pase de 30 trenes de carga en cada dirección a través de la frontera hasta los 71 vehículos largos. Además de la carga (principalmente, el petróleo ruso exportado a China), este cruce tiene un tren directo semanal de pasajeros Moscú-Pekín, así como algunos trenes de pasajeros locales. El punto de la frontera oriental del Transmanchuriano, también conocido como el antiguo ferrocarril del este de China, en Suifenhe/Grodekovo, ve un uso significativo, así, con más de ocho millones de toneladas de carga que cruzaba la frontera en 2007, y un servicio transfronterizo regular de pasajeros.
Una tercera conexión ferroviaria, poco conocida y menos utilizada, entre Rusia y China se construyó más al sur, entre Hunchun (en la provincia de Jilin de China) y Majálino (una estación en la línea de frontera con Ussuriisk-Jasán-Corea del Norte, 41 km antes de Jasán. Empezó a funcionar en febrero de 2000 y sólo vio una pequeña cantidad de tráfico (678 vagones de madera) durante los siguientes dos años. La línea fue cerrada en 2002-03, volvió a abrir brevemente en 2003, y se cerró de nuevo en septiembre de 2004. El 15 de febrero de 2011, las dos empresas que son dueños de la línea, Northeast Asia Railway Group, una empresa china, y JSC Golden Link, empresa rusa, firmaron un acuerdo para reanudar las operaciones en la línea en mayo de 2011.
En noviembre de 2008, los Ministerios de Transporte de Rusia y China firmaron un acuerdo sobre la creación de un enlace más entre los sistemas ferroviarios de los dos países. Esto implicará un puente de ferrocarril entre a través del río Amur, que conecta Tongjiang en la provincia china de Heilongjiang, con Nizhneléninskoye en el Óblast Autónomo Hebreo de Rusia. El 4 de noviembre de 2010, el director del proyecto, Wang Jin, dijo a la agencia de noticias Xinhua que la construcción en el puente comenzaría en enero de 2011.

### Rusia a China vía Mongolia
El ferrocarril Transmongoliano, la conexión de Ulán-Udé en el Transiberiano con Erenhot de China a través de la capital de Mongolia, Ulán Bator, sirve tanto como un enlace crucial para el mundo exterior del país sin litoral que es Mongolia, como por ser la conexión más corta entre el ferrocarril Transiberiano y Pekín. La capacidad de esta línea, sin embargo, está limitada por ser de una sola vía.

### Kazajistán a China
Mientras que la Unión Soviética siempre había estado conectada con China a través de los enlaces ferroviarios en el noreste de China y Mongolia, en 1950 aparecieron planes para conectar las redes ferroviarias de los dos países en la frontera Kazajistán/Sinkiang. Los soviéticos completaron su línea de Aktogay (una estación en el TurkSib en el este de Kazajistán) a su estación fronteriza de Druzhba (ahora Dostyk), pero la construcción de la parte china se detuvo debido a la ruptura chino-soviética de la década de 1960.

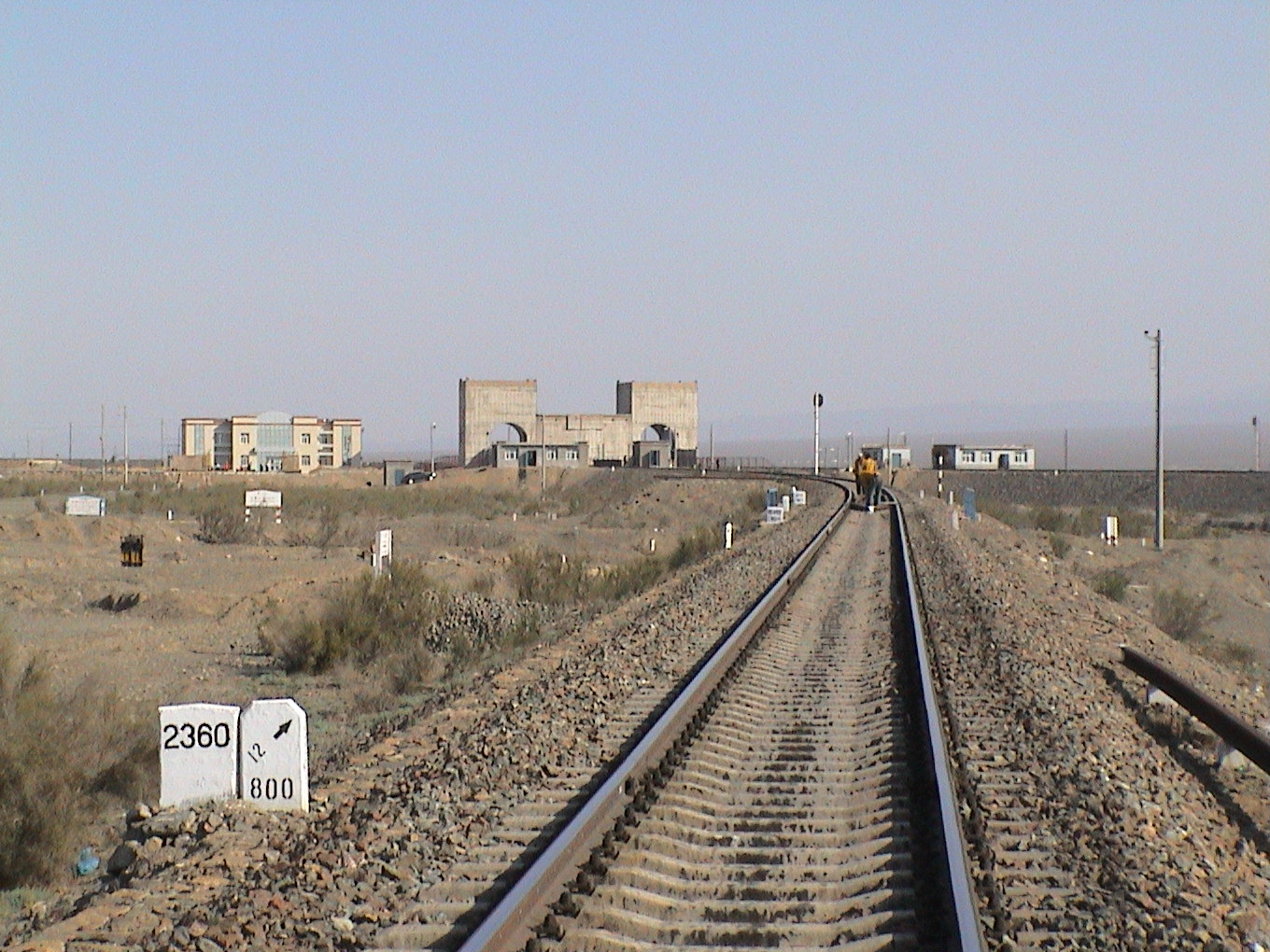
Término del ferrocarril Lanxin en el paso Alataw donde el sistema ferroviario chino conecta con el kazajo en Dostyk.

En 1985, la construcción comenzó en el ferrocarril del norte de Xinjiang para enlazar las redes ferroviarias de China y Rusia a través de Kazajistán. El tramo comprendido entre Ürümqi y Alashankou se completó el 16 de septiembre de 1990, que une las líneas ferroviarias de los dos países en Dostyk. En julio de 1991, el primer tren de mercancías viajó a lo largo de la línea de China a la entonces capital de Kazajistán, Almaty. En diciembre de 2009, un segundo enlace ferroviario de China fue construido en la frontera con Kazajistán en Khorgos. La línea Jinghe-Yining-Khorgos se une al Ferrocarril del Norte de Xinjiang en Jinghe y se aproxima a Kazajistán desde el valle del río Ili. El enlace ferroviario a través del Paso Korgas se completó en diciembre de 2012.
Debido a que Kazajistán fue una vez miembro de la Unión Soviética, el sistema ferroviario conecta y lleva el mismo ancho de vía que el sistema ferroviario de Rusia, así como las otras repúblicas de Asia Central de Turkmenistán, Uzbekistán, Kirguistán y Tayikistán.
Desde Kazajistán, cuatro grandes ejes ferroviarios norte-sur se conectan con el sistema ferroviario ruso. Dos conectan con el ferrocarril Transiberiano (el TurkSib y la línea meridional Akmola-Nur-sultán-Petropavl), mientras que los otros dos (el ferrocarril Trans-Aral, y la conexión a través de Atirau y el Óblast de Astracán) van directamente a la Rusia europea. Estos enlaces a la red ferroviaria rusa son conocidos como el ferrocarril de Eurasia. Kazajistán desempeña un papel importante en la iniciativa de la «Nueva Ruta de la Seda», conocida como «La Franja y la Ruta» que une China y Europa a través de Asia Central y Rusia.

### Impresas
- Associated Press (20 de abril de 2007). «Bering Strait tunnel proposed». The Pantagraph. p. A1.
- Batbayar, S. (8 de abril de 2009). «Global crisis delays Mongolia-Europe rail freight project». Montsame.
- Berk, Michael (27 de noviembre de 2007). «The Arctic Bridge; Churchill, Man., is the key to linking Afghans with the world». National Post (Canada). p. FP 15.
- Blomfield, Adrien (20 de abril de 2007). «Kremlin revives plan for 60-mile tunnel to Alaska». The Daily Telegraph. p. 19.
- «A bridge too far?: Rev. Moon calls for billions to connect Alaska with Russia». Church & State. 10 de noviembre de 2005. p. 19.
- DiBenedetto, Bill (3 de septiembre de 2007). «Getting strait». Pacific Shipper.
- Economist Intelligence Unit (2008). «Resources and infrastructure: Transport, communications and the Internet». Country Profile: Mongolia.
- Fu, Jing (27 de agosto de 2004). «UN promotes role of Eurasian continental link». China Daily. p. 2.
- Christian, David (2000). «Silk Roads or Steppe Roads? The Silk Roads in World History». Journal of World History (University of Hawaii Press). 2.1 (Spring): 1.
- Funabashi, Yoichi (24 de diciembre de 2002). «Yoichi Funabashi at Vladivostok». Asahi Shimbun (Japan: Asahi Evening News). p. 1.
- Hearst, David (21 de abril de 2007). «Readers' page: You asked...: Will a tunnel linking Russia to the US be built?». The Guardian. p. 40.
- International Railway Journal (March 2008). «Just 15 days after leaving Beijing, the first demonstration intermodal freight service operated by Eurasian Land Bridge between China and Germany arrived in Hamburg on January 24». p. 7.
- Mirak-Weissbach, Muriel (2 de agosto de 2000). «Iranian President's Visit to China Advances Strategic, Cultural Dialogue Part 1». Tehran Times.
- Nicholson, Alex (24 de abril de 2007). «A tunnel under the Bering Strait?  Russian, U.S. backers make a new push for a century-old idea». Financial Times.
- Ren, Daniel; Lilian Zhang; Will Clem (11 de junio de 2009). «Jiangsu coast to act as catalyst for growth:  Region will be turned into a transport hub». South China Morning Post. p. 5.
- Sciacca, Joe (10 de septiembre de 2001). «Race for 9th District; As races go, Joe would've loved this one». Boston Herald. p. 4.
- «Third land link to Europe envisioned». The Statesman. 21 de julio de 2009.
- Underhill, William (28 de julio de 2008). «All Tickets, Please – As oil prices rise, businesses and consumers alike are ditching planes and cars for more-efficient rail». Newsweek.
- «Three Candidates Face Off In Bid For Incumbent Warner's Senate Seat; All Virginia Voters Will Decide Who Among The Candidates Will Begin Serving A Six-Year Term In January». The Virginian-Pilot. 3 de noviembre de 2002.
- Wehrfritz, George; Eve Conant; B. J. Lee (13 de agosto de 2001). «The Coming Rail Boom – A Moscow-Pyongyang deal to extend the Trans-Siberian Railway could boost Eurasian commerce». Newsweek.
- «Experts propose developing SW corridor of third Asia-Europe land-bridge». Xinhua News Agency. 24 de noviembre de 2008.
- «NW China mulls "New Silk Road" exhibition park». Xinhua. 1 de julio de 2007.
- «China northwest city to host UN meet on Eurasia continental bridge 29 Jun-4 Jul». BBC Monitoring. Xinhua. 21 de junio de 2007.
- «China: Congress deputies propose free trade zones along continental bridge». BBC Monitoring. Xinhua. 11 de marzo de 2004.

Mattié, Mailer. Nueva ruta de la seda. La globalización y el año de la serpiente(2020). En: https://institutosimoneweilediciones.wordpress.com/2020/12/15/nueva-ruta-de-la-seda-la-globalizacion-y-el-ano-de-la-serpiente-mailer-mattie/

### Web
- «New railway linking China, Europe to be built» (Artículo de prensa). China Daily. Partido Comunista de China. 18 de marzo de 2004. Consultado el 11 de noviembre de 2009.
- Economic and Social Commission for Asia and the Pacific. «Development of The Trans-Asian Railway; Trans-Asian railway in the north-south corridor; Northern Europe to the Persian Gulf». United Nations. pp. 56-58. Archivado desde el original el 7 de junio de 2011. Consultado el 26 de noviembre de 2009.
- Islam, Zahedul (7 de noviembre de 2006). «Trans-Asia Railway Network Agreement: Dhaka fails to sign deal for lack of cabinet approval». New Age. World Prout Assembly. Archivado desde el original el 27 de septiembre de 2007. Consultado el 21 de noviembre de 2009.
- «South Korea to study undersea tunnel to Kyushu». The Japan Times. Kyodo News. 3 de diciembre de 2009. Consultado el 8 de diciembre de 2009.
- Ōtsuka, Shigeru (September 2001). «Central Asia's Rail Network and the Eurasian Land Bridge». Japan Railway and Transport Review. East Japan Railway Culture Foundation. Archivado desde el original el 22 de noviembre de 2009. Consultado el 11 de noviembre de 2009.
- Qazwini, Iqbal (23 de enero de 2003). «Major International Crises Need a Giant Project to Overcome Them» (Google translation of an Arabic newspaper article). Asharq Al-Awsat. H.H. Saudi Research & Marketing (UK) Ltd. Consultado el 11 de noviembre de 2009.
- Rodrigue, Jean-Paul (1998–2009). «The Northern East-West Freight Corridor (Eurasian Landbridge)». The Geography of Transport Systems. Department of Global Studies & Geography, Hofstra University. Archivado desde el original el 14 de abril de 2009. Consultado el 11 de noviembre de 2009.
- «Bering bridge idea to highlight rally». The Washington Times. 25 de junio de 2005. Consultado el 20 de noviembre de 2009.